# Skee-Lo
Skee-Lo er en rapper fra USA.

## Diskografi
- I wish (1995)

1. ↑  Navnet er anført på engelsk og stammer fra Wikidata hvor navnet endnu ikke findes på dansk.